# 水垣渉
水垣 渉（みずがき わたる、1935年 - ）は、日本のキリスト教学者。京都大学名誉教授。

## 来歴
高知県生まれ。1957年京都大学文学部哲学科基督教学専攻卒業。1962年同大学院博士課程単位取得満期退学、京大文学部助手、1966年京都産業大学専任講師、1969年東京女子大学専任講師、1970年助教授、1975年京大文学部助教授、1981年教授、宗教学第二講座（キリスト教学）担任。1985年「宗教的探求の問題―古代キリスト教思想序説」で文学博士。1998年定年退官、名誉教授、近畿福祉大学教授。2005年退職。2006年日本基督教学会理事長。

## 著書
- 宗教的探求の問題 古代キリスト教思想序説（創文社 1984年6月）
- キリスト論論争史（小高毅共編 日本キリスト教団出版局 2003年7月）

## 翻訳
- 善悪の諸像 ブーバー著作集 第5（みすず書房 1968年）
- ティリッヒ著作集 第2巻 倫理の宗教的基礎（白水社 1978年3月）
- 科学としての神学の基礎（トーマス・F.トランス 芦名定道共訳 教文館 1990年1月）
- キリスト教教父事典（H.クラフト 泉治典と監修 教文館 2002年5月）